# Лемер, Жан
Жан Лемер по прозванию Лемер-Пуссен, или Грос Лемер (Большой Лемер) (фр. Jean Lemaire, Lemaire-Poussin ou le Gros Lemaire; 1598[…], Даммартен-ан-Гоэль — 1659[…], Гайон) — французский живописец. Пейзажист. Представитель романизма. Известен как мастер «археологических пейзажей» Рима и Римской Кампаньи. Из-за многолетнего сотрудничества с Никола Пуссеном получил прозвание «Лемер-Пуссен». Именование «Большой Лемер» возникло ради отличия от другого художника, с которым его часто путали — Пьера Лемера (ок. 1612—1688) по прозванию «Маленький Лемер» (Le petit Lemaire), в отдельных источниках называется братом «Большого Лемера».

## Биография
Жан Лемер родился в 1598 году в окрестностях Парижа. Учился живописи в Париже у Клода Виньона. Затем отправился в Рим, где познакомился с Пуссеном, приехавшим в Италию в 1624 году. Около 1636 года Жан Лемер участвовал в создании росписей дворца Буэн-Ретиро, построенного в окрестностях Мадрида по заказу короля Испании Филиппа IV.
В 1639 году Лемер вернулся в Париж, где продолжал сотрудничество с Пуссеном, который назначил его своим первым помощником в создании украшений для Большой галереи Лувра.
В 1642 году, как считается, ещё раз посетил Италию. По возвращении во Францию, по настоянию Франсуа Субле де Нуайе был назначен хранителем королевской коллекции живописи в Лувре и Тюильри. Скончался в 1659 году в Гайоне.

## Творчество
Работы Лемера обычно представляют собой архитектурные пейзажи вымышленных мест, где, среди античных руин, разворачивается какое-нибудь действие, заимствованное из древнегреческой мифологии. При этом основное внимание художник уделяет архитектуре, и достаточно скромное — изображаемым персонажам, что делает их похожими на стаффаж. Многие картины Пуссен и Лемер писали совместно: Пуссен — фигуры, а Лемер пейзажный фон.
В 1640—1650 годах Лемер углубил свой стиль, унаследованный от Пуссена, посредством архитектоничной композиции, характерной для развивавшегося тогда в Париже «аттизма», как это показано в «Архитектурном пейзаже с Дедалом и Пасифаей» (около 1640—1645, Ажен, Музей изящных искусств). В санкт-петербургском Эрмитаже имеются две картины Жана Лемера: «Площадь античного города» и «Пейзаж с саркофагом».

## Галерея

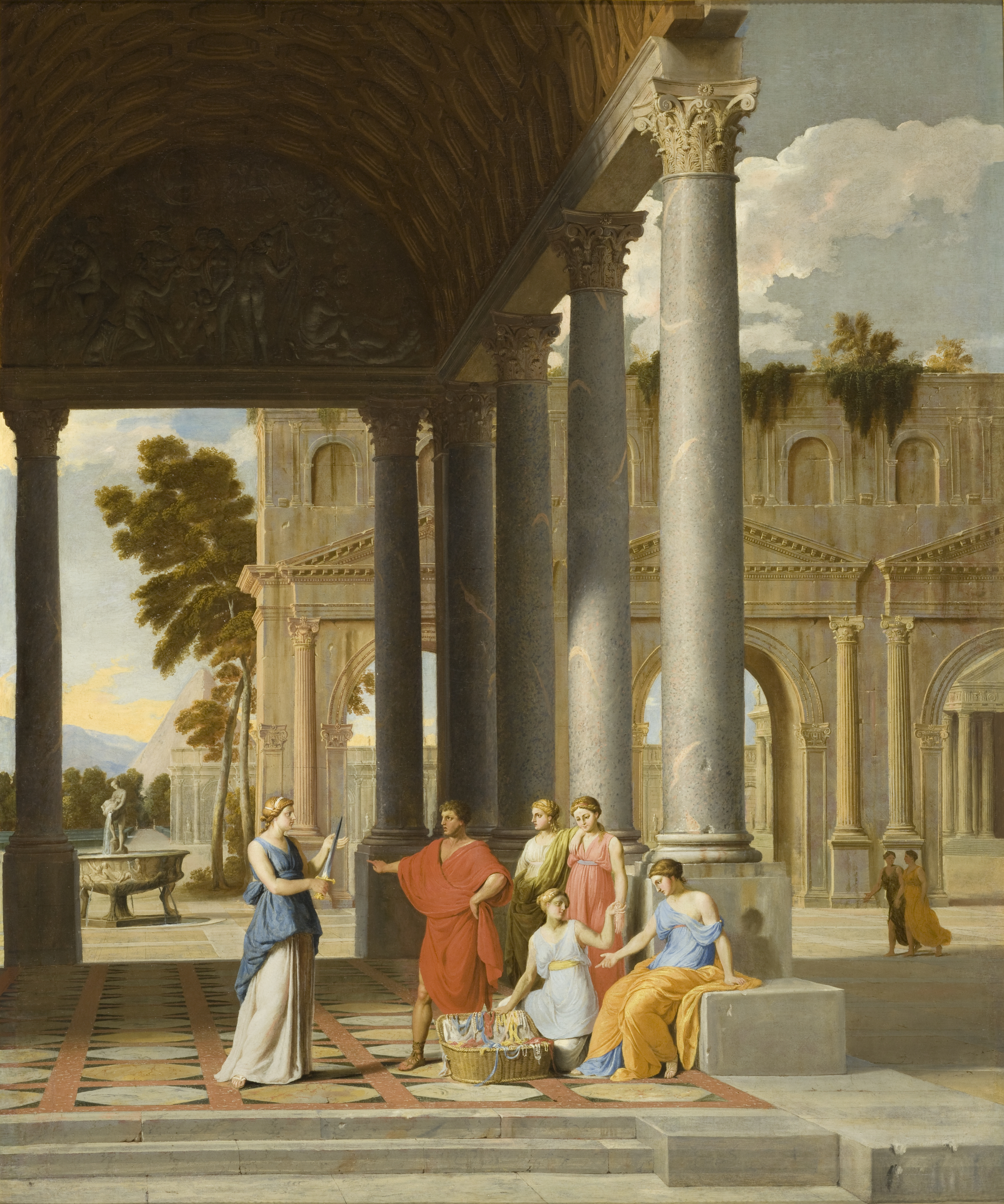
Одиссей узнаёт Ахиллеса среди дочерей Ликомеда. Между 1640 и 1645. Холст, масло. Музей искусств округа Лос-Анджелес, Лос-Анджелес, США
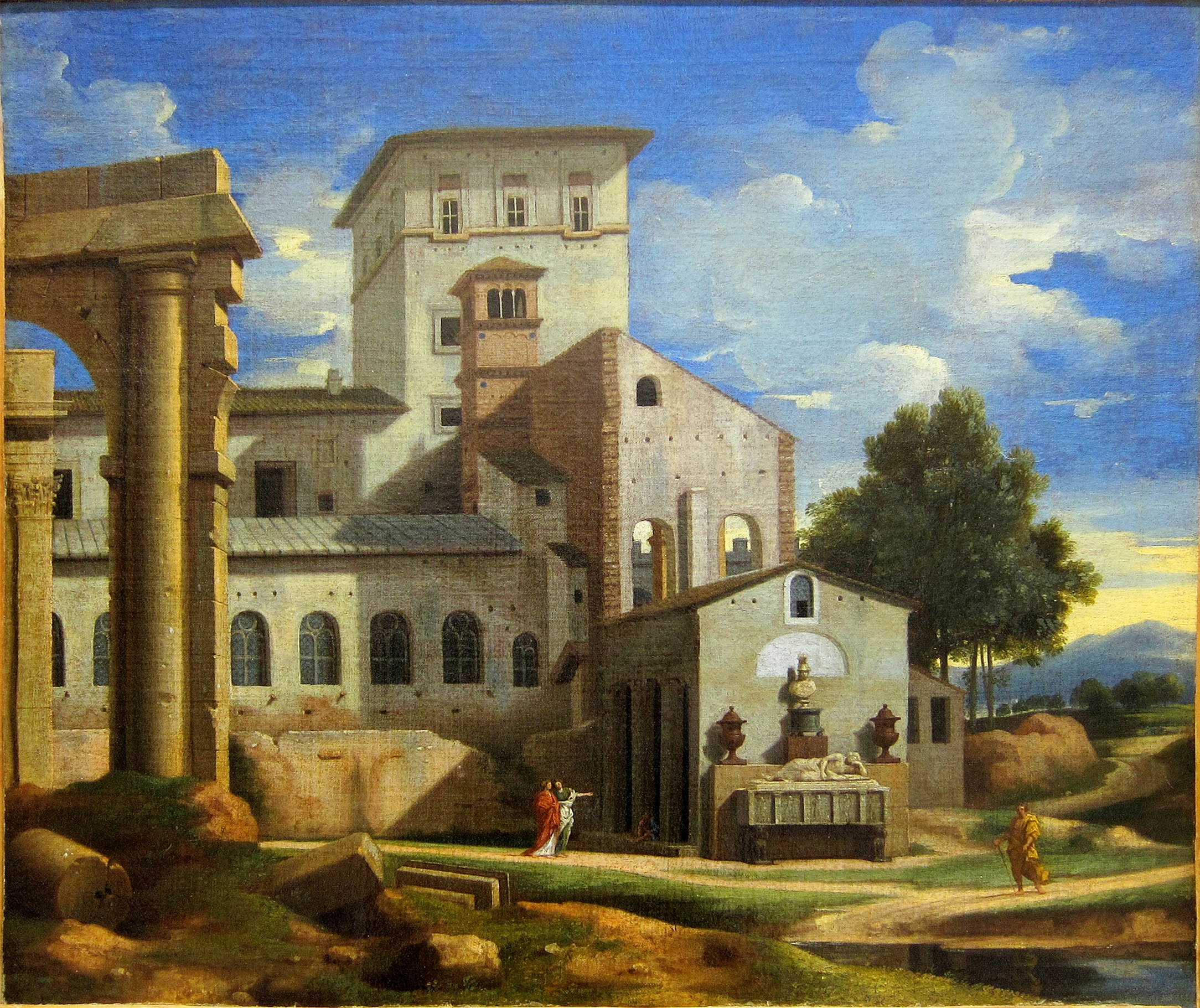
Вид в окрестностях Рима. 1630-е. Холст, масло. Музей Тома-Анри, Шербур-Октевиль
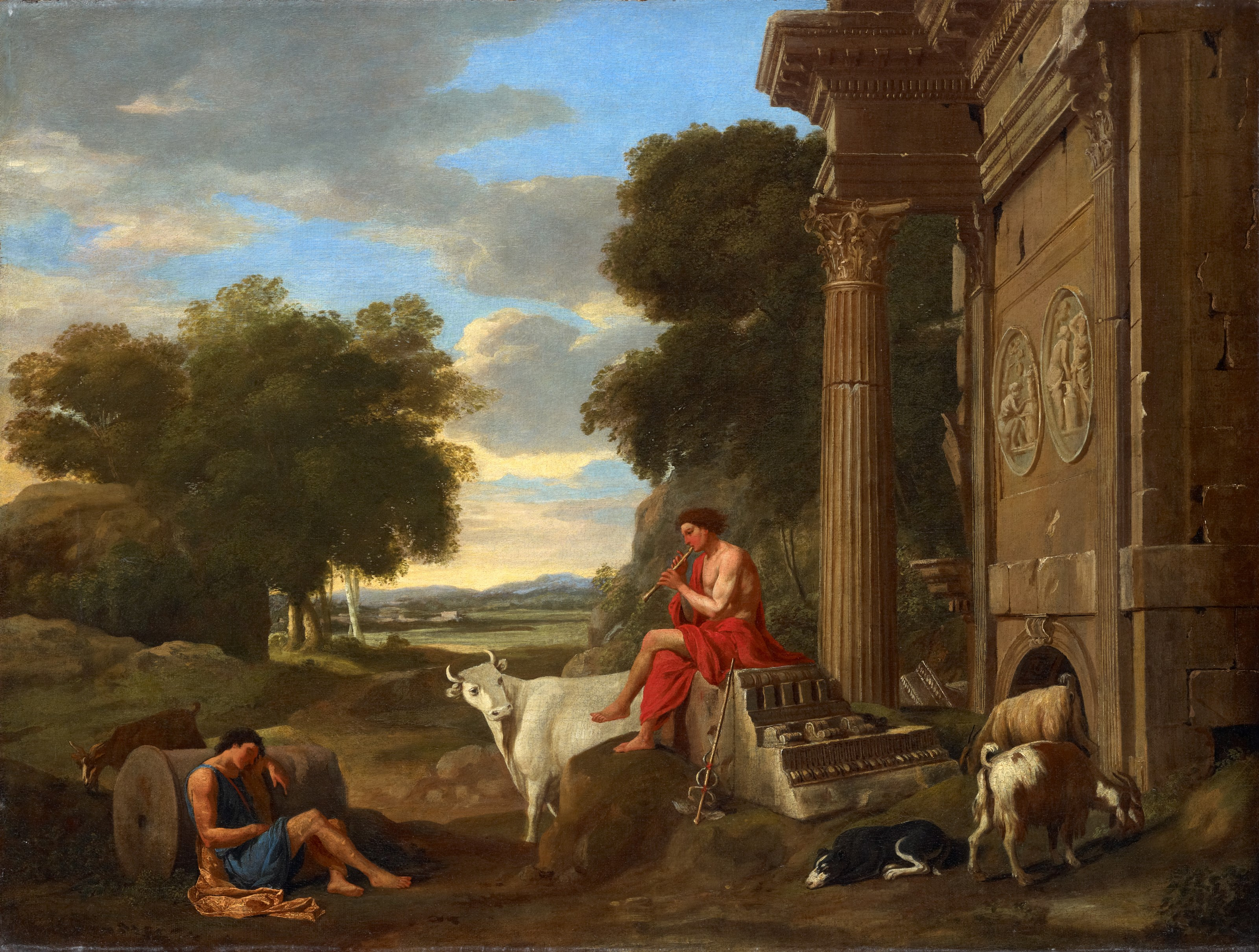
Меркурий и Аргус. Холст, масло. Музей изящных искусств (Хьюстон), Хьюстон, Техас, США
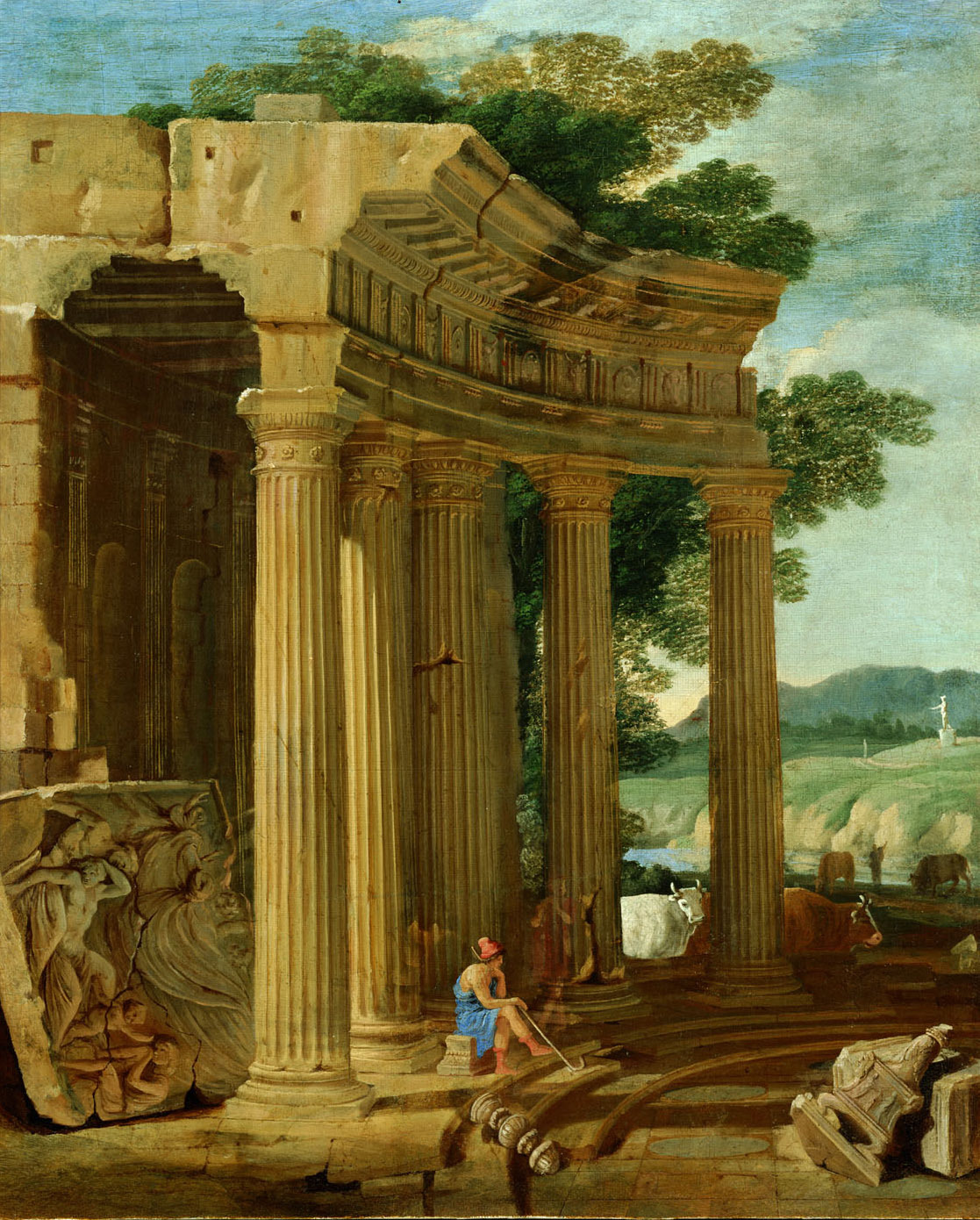
Пейзаж с руинами и пастухами. Ок. 1630. Холст, масло. Музей истории искусств, Вена
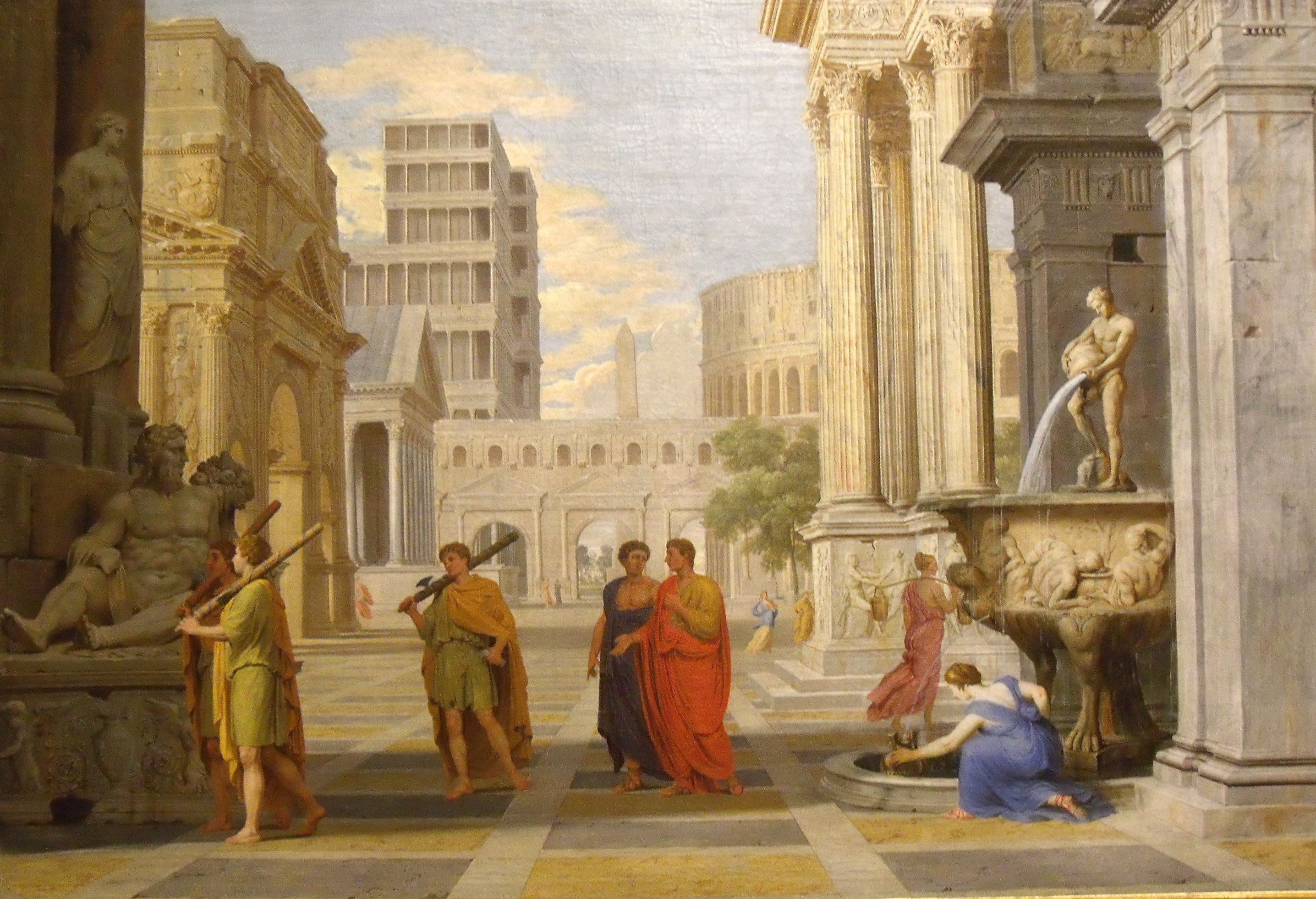
Римские сенаты и легаты. Между 1645 и 1655. Холст, масло. Музей изящных искусств, Монреаль, Канада
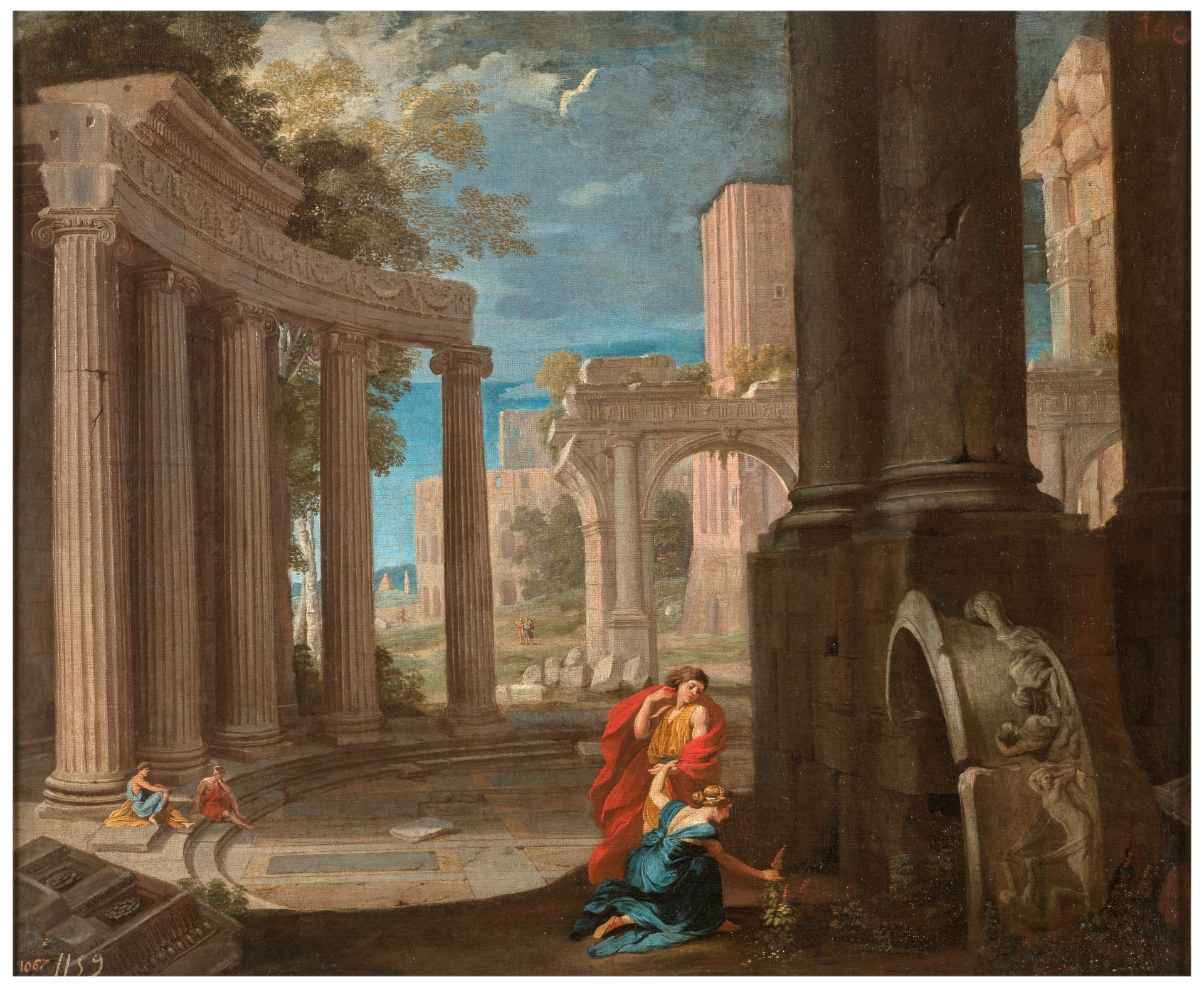
Руины. 1640-е. Холст, масло. Музей Прадо, Мадрид
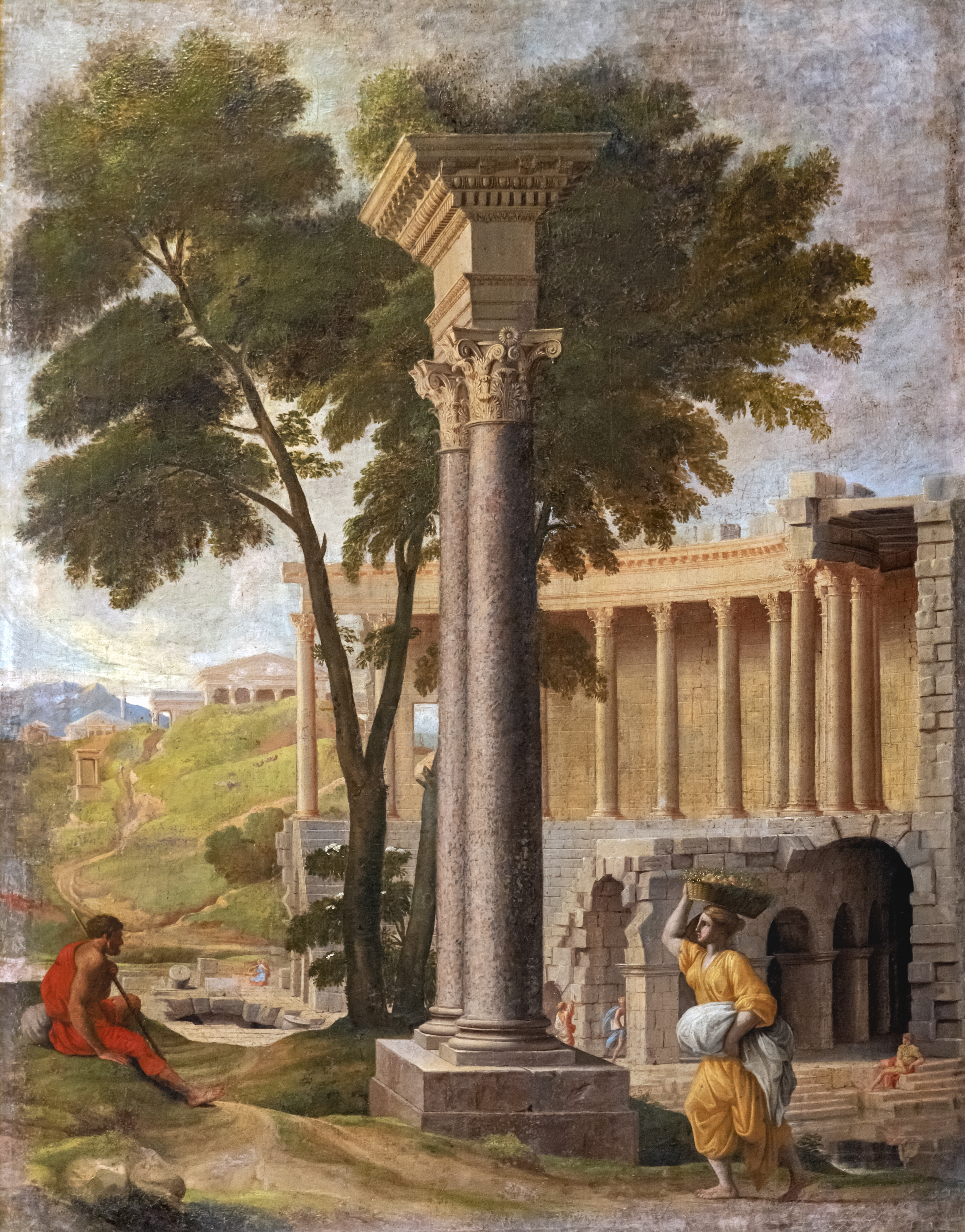
Пейзаж с античными руинами. До 1659. Холст, масло. Музей Энгра, Монтобан